# Serralada de Vilcabamba
La serralada de Vilcabamba (en castellà: Cordillera de Vilcabamba; de l'aimara i quítxua willka: una espècie d'arbre, o un deu local; i pampa: terreny pla, plana) és una serralada situada al Perú a la regió de Cusco. Fa uns 80 km de llargada. El cim més alt és el Salcantay, amb 6.271 msnm.

## Cims principals
La muntanya més alta de la serralada és el Salcantay amb 6.271 msnm. Altres cims destacats són:
- Pumasillo, 5,991 m (19,656 ft)
- Tucarhuay, 5,928 m (19,449 ft)
- Padreyoc, 5,771 m (18,934 ft)
- Panta, 5,667 m (18,593 ft)
- Choquetacarpo, 5,520 m (18,110 ft)
- Humantay 5,473 m (17,956 ft)
- Huayanay 5,464 m (17,927 ft)
- Pucapuca, 5,450 m (17,880 ft)
- Soray, 5,428 m (17,808 ft)
- Paljay, 5,422 m (17,789 ft)
- Amparay, 5,418 m (17,776 ft)
- Corihuayrachina, 5,404 m (17,730 ft)
- Yanama, 5,347 m (17,543 ft)
- Jatunjasa, 5,338 m (17,513 ft)
- Soirococha, 5,297 m (17,379 ft)
- Azulcocha, 5,269 m (17,287 ft)
- Kaiko, 5,265 m (17,274 ft)
- Chaupimayo, 5,239 m (17,188 ft)
- Paccha, 5,210 m (17,090 ft)
- Coisopacana 5,176 m (16,982 ft)
- Moyoc 5,175 m (16,978 ft)
- Choquesafra, 5,152 m (16,903 ft)
- Ocobamba 5,126 m (16,818 ft)
- Cayco, 5,108 m (16,759 ft)
- Pumasillo, 5,100 m (16,700 ft)
- Yanajaja, 5,093 m (16,709 ft)
- Pitupaccha, 5,082 m (16,673 ft)
- Nañuhuaico, 4,932 m (16,181 ft)
- Yanacocha, 4,920 m (16,140 ft)
- Quenuaorco, 4,900 m (16,100 ft)
- Chuchaujasa, 4,800 m (15,700 ft)
- Mandorcasa, 4,800 m (15,700 ft)
- Llamahuasi, 4,728 m (15,512 ft)
- Jatun Huamanripa, 4,601 m (15,095 ft)
- Qiwiñayuq, 4,547 m (14,918 ft)
- Khallkaqucha, 4,464 m (14,646 ft)
- Yanaorjo, 4,460 m (14,630 ft)
- Yanama, 4,415 m (14,485 ft)
- Incahuasi, 4,315 m (14,157 ft)